# Zandenburg
Die Zandenburg (auch Sandenburgh) ist eine abgegangene Burg außerhalb des Ortes Veere in Zeeland und die Residenz der Herren von Veere erst aus dem Haus Borsselen und später aus einer der Bastardlinien des Hauses Burgund. Vor allem die Admiräle Philipp, Adolf und Maximilian von Burgund machten in der ersten Hälfte des 16. Jahrhunderts die Zandenburg zu einem der renommiertesten Höfe in den habsburgischen Niederlanden.
Bereits Ende des 13. Jahrhunderts war die Zandenburg (ebenso wie Veere), ein Lehen des Hauses Borsselen. Heinrich II. von Borsselen († 1474), seit 1445 Ritter des Ordens vom Goldenen Vlies, 1467 Graf von Grandpré, und sein Sohn Wolfhart VI. von Borsselen († 1487), Graf von Grandpré, Earl of Buchan, Marschall von Frankreich etc., Schwiegersohn erst des schottischen Königs Jakob I. aus dem Haus Stuart (Der Wohlstand der Hafenstadt Veere beruhte auf dem Tuch und Wollhandel mit England und Schottland), dann des Bourbonen Louis I. de Bourbon, comte de Montpensier, empfingen hier die burgundischen Herzöge Philipp der Gute (1437) und Karl der Kühne (1451 und 1470).
Da der Marschall nicht mit Söhnen gesegnet war, vererbte er Zandenburg seiner Tochter Anna, die per Ehevertrag vom 4. Juli 1485 mit Philipp von Burgund, Herr von Beveren, verheiratet worden war. Philipp war ein Sohn des Großen Bastards Anton von Burgund, der wiederum ein Sohn des Herzogs Philipp war, burgundischer Rat und Kämmerer und trug den Titel eines Admirals des Meeres. Sein Sohn Adolf († 1540) war kaiserlicher Rat und Kämmerer sowie ebenfalls Admiral, dessen Sohn Maximilian, seit 1555 spanisch-niederländischer Marquis de Vere et de Vlissingen, Admiral und Generalkapitän von Seeland sowie Gouverneur von Holland – diese drei waren es, die es schafften und sich auch leisten konnten, auf der Zandenburg mehrfach die habsburgischen Monarchen zu empfangen: Philipp den Schönen im Jahr 1500, Karl V. 1515 und 1540 und schließlich Philipp II. 1556.

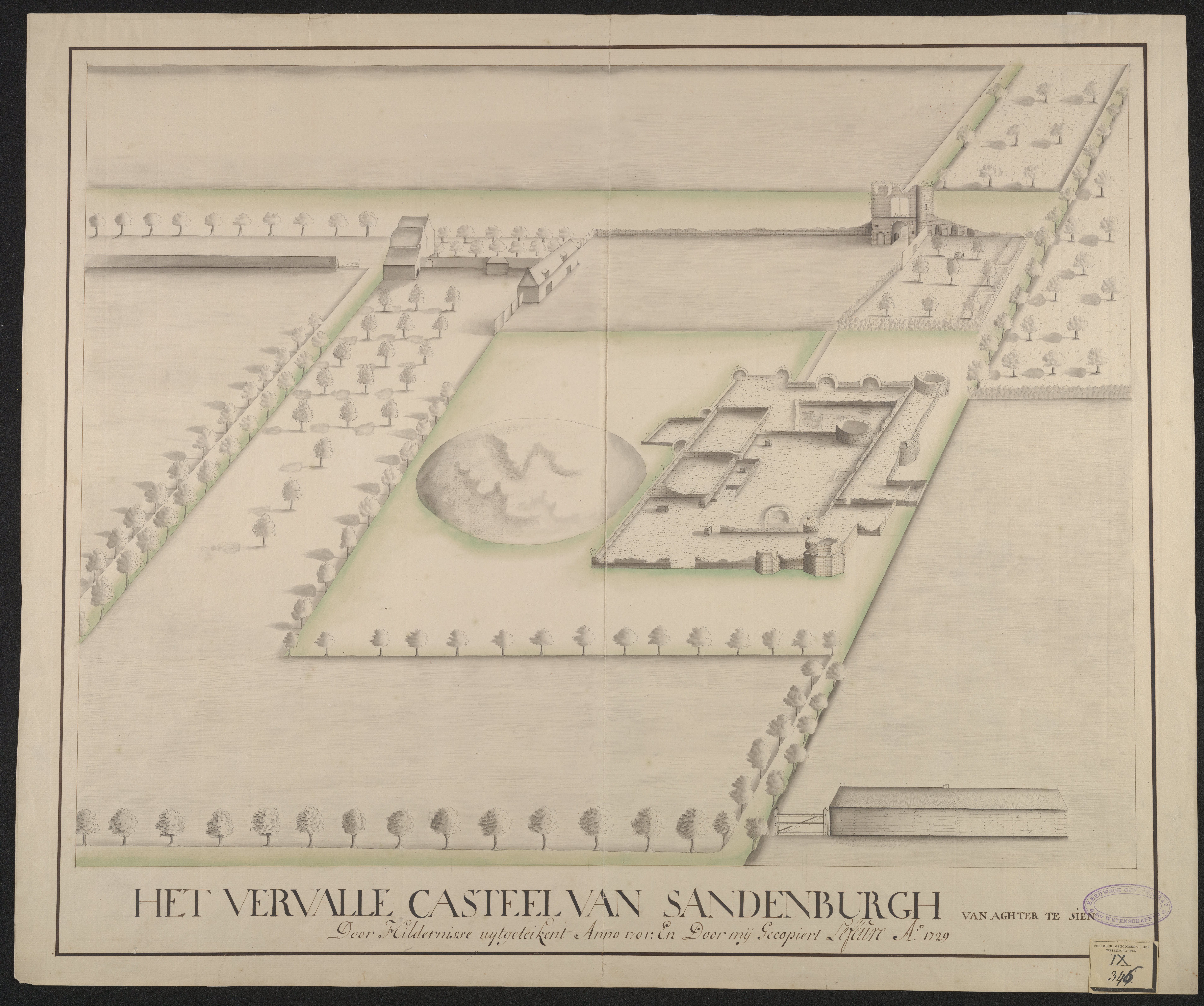
Zeichnung (1729) der Ruine der Zandenburg um 1701

Mit dem kinderlosen Tod Maximilians 1558 war die große Zeit der Zandenburg zu Ende. Sie verfiel, die Reste der Burg wurden 1812 geschleift. 2005 wurde Gelände mit den noch vorhandenen Spuren der Burg unter Schutz gestellt.